# Kościół św. Krzyża i św. Mateusza w Borkowicach
Kościół świętego Krzyża i świętego Mateusza – rzymskokatolicki kościół parafialny należący do dekanatu przysuskiego diecezji radomskiej.
Obecna świątynia, z zewnątrz neogotycka, a wewnątrz późnobarokowa została zbudowana w latach 1829-1845 dzięki fundacji Katarzyny Małachowskiej przez architektów: Franciszka Marię Lancię i Henryka Marconiego. Wnętrze podzielone jest na trzy nawy. W ołtarzu głównym znajduje się barokowy krucyfiks z XVII/XVIII wieku, na którym jest przedstawiony ukrzyżowany Chrystus. W ołtarzu bocznym po lewej stronie jest umieszczony obraz Matki Bożej Nieustającej Pomocy.
Po prawej stronie znajduje się ołowiana figura świętego Antoniego Padewskiego, otaczana szczególną czcią. Jej historia sięga 1646 roku, kiedy to górnik Hilary Mala wykopał na kieleckiej Karczówce trzy bryły ołowiu. Ówcześni gwarkowie wydobywający galenę uzyskiwali około 200 kilogramów rudy rocznie, więc znalezienie przez Malę trzech kilkusetkilogramowych samorodków było dużą sensacją i było traktowane jako zjawisko niewyjaśnione. Starosta kielecki nakazał wyrzeźbić z galeny trzy figury świętych: Najświętszej Maryi Panny, świętej Barbary i świętego Antoniego. Pierwsza figura została umieszczona w katedrze w Kielcach, druga w klasztorze na Karczówce, a trzecia została przekazana do Borkowic.
Interesujące są także barokowe, drewniane rzeźby: świętego Rocha – umieszczona na konsoli ściennej pod amboną oraz świętego Jana Nepomucena. Kościół posiada również pozostałe barokowe wyposażenie: dzwon w zakrystii, antepedium ołtarza głównego, dużo obrazów, ornat oraz kielichy mszalne. Na zewnętrznym murze jest umieszczona rzeźba świętego Floriana wykonana w I połowie XIX wieku.